# 1996年至1997年NBA赛季
1996-97赛季是NBA的第51个赛季.NBA联盟在本赛季举行了50周年纪念活动，包括公布NBA50大巨星的名单。芝加哥公牛获得他们的第五个NBA总冠军，他们以4:2击败了首次打入总决赛的犹他爵士。

## 值得关注的事情
- 1997年NBA全明星赛在俄亥俄州克里夫兰的Gund Arena举行，东部明星队以132-120击败了西部明星队，夏洛特黄蜂队的格伦·莱斯获得MVP，而迈克尔·乔丹则打出了NBA全明星赛历史上第一次三双（14分，11篮板，11助攻）。洛杉矶湖人队的科比·布莱恩特创下当时新秀全明星赛的得分记录（31分）。

- 费城76人搬到了他们的新主场Core States Center（现在的Wachovia Center）。
- 由于奥克兰竞技场要进行大面积的更新，金州勇士队把他们的主场移到聖荷西體育館。

- 芝加哥公牛队的丹尼斯·罗德曼由于在和明尼苏达森林狼队的比赛中踢伤场外的一个记者被联盟处以11场的停赛处罚。

- 沙奎尔·奥尼尔成为最年轻的NBA50大巨星。

- 约翰·斯托克顿在西部决赛第六场比赛中投中压哨三分，带领犹他爵士历史上首次闯进NBA总决赛。

- 在西部半决赛对阵洛杉矶湖人的第四场比赛中，犹他爵士队的卡尔·马龙投进了全部18个罚球，是NBA季后赛历史上最高全部命中罚篮记录。

## 成绩

### 东部联盟
| 球队            | 胜 | 负 | 胜率 | 落后场次 |
| --------------- | -- | -- | ---- | -------- |
| 迈阿密热火（2） | 61 | 21 | .744 | -        |
| 纽约尼克斯（3） | 57 | 25 | .695 | 4        |
| 奥兰多魔术（7） | 45 | 37 | .549 | 16       |
| 华盛顿子弹（8） | 44 | 38 | .537 | 17       |
| 新泽西网        | 26 | 56 | .317 | 35       |
| 费城76人        | 22 | 60 | .268 | 39       |
| 波士顿凯尔特人  | 15 | 67 | .183 | 46       |

| 球队              | 胜 | 负 | 胜率 | 落后场次 |
| ----------------- | -- | -- | ---- | -------- |
| 芝加哥公牛（1）-C | 69 | 13 | .841 | -        |
| 亚特兰大鹰（4）   | 56 | 26 | .683 | 13       |
| 底特律活塞（5）   | 54 | 28 | .659 | 15       |
| 夏洛特黄蜂（6）   | 54 | 28 | .659 | 15       |
| 克里夫兰骑士      | 42 | 40 | .512 | 27       |
| 印第安那步行者    | 39 | 43 | .476 | 30       |
| 密尔沃基雄鹿      | 33 | 49 | .402 | 36       |
| 多伦多猛龙        | 30 | 52 | .366 | 39       |

### 西部联盟
| 球队                | 胜 | 负 | 胜率 | 落后场次 |
| ------------------- | -- | -- | ---- | -------- |
| 犹他爵士（1）       | 64 | 18 | .780 | -        |
| 休斯顿火箭（3）     | 57 | 25 | .695 | 7        |
| 明尼苏达森林狼（6） | 40 | 42 | .488 | 24       |
| 達拉斯獨行俠        | 24 | 58 | .293 | 40       |
| 丹佛掘金            | 21 | 61 | .256 | 43       |
| 圣安东尼奥马刺      | 20 | 62 | .244 | 44       |
| 温哥华灰熊          | 14 | 68 | .171 | 50       |

| 球队              | 胜 | 负 | 胜率 | 落后场次 |
| ----------------- | -- | -- | ---- | -------- |
| 西雅图超音速（2） | 57 | 25 | .695 | -        |
| 洛杉矶湖人（4）   | 56 | 26 | .683 | 1        |
| 波特兰开拓者（5） | 49 | 33 | .598 | 8        |
| 菲尼克斯太阳（7） | 40 | 42 | .488 | 17       |
| 洛杉矶快船（8）   | 36 | 46 | .439 | 21       |
| 萨克拉门托国王    | 34 | 48 | .415 | 23       |
| 金州勇士          | 30 | 52 | .366 | 27       |

|  | 赛区冠军 |

|  | 进入季后赛 |

(1)-（8）种子排名
C 最后的总冠军

## 个人数据统计
| -            | 球员          | 球队           | -     |
| 平均每场得分 | 迈克尔·乔丹   | 芝加哥公牛     | 29.6  |
| 平均每场篮板 | 丹尼斯·罗德曼 | 芝加哥公牛     | 16.1  |
| 平均每场助攻 | 马克·杰克逊   | 印第安那步行者 | 11.4  |
| 平均每场抢断 | 穆奇·布雷洛克 | 亚特兰大鹰     | 2.7   |
| 平均每场盖帽 | 肖恩·布拉德利 | 新泽西网       | 3.4   |
| 投篮命中率   | 乔治·穆雷桑   | 华盛顿子弹     | 60.4% |
| 罚球命中率   | 马克·普莱斯   | 金州勇士       | 90.6% |
| 三分命中率   | 格伦·莱斯     | 夏洛特黄蜂     | 47.0% |

## NBA奖项
- 最有价值球员：卡尔·马龙（犹他爵士）
- 最佳新秀：阿伦·艾佛森（费城76人）
- 最佳防守球员：迪肯贝·穆托姆博（亚特兰大鹰）
- 最佳第六人：约翰·斯塔克斯（纽约尼克斯）
- 进步最快球员：伊萨克·奥斯汀（迈阿密热火）
- 最佳教练：帕特·莱利（迈阿密热火）

NBA最佳第一阵容：
- 前锋-卡尔·马龙（犹他爵士）
- 前锋-格兰特·希尔（底特律活塞）
- 中锋-哈基姆·奥拉朱旺（休斯顿火箭）
- 后卫-麥可·喬登（芝加哥公牛）
- 后卫-蒂姆·哈达威（迈阿密热火）

NBA最佳第二阵容：
- 前锋-史考提·皮朋（芝加哥公牛）
- 前锋-格伦·莱斯（夏洛特黄蜂）
- 中锋-帕特里克·尤因（纽约尼克斯）
- 后卫-加里·佩顿（西雅图超音速）
- 后卫-米奇·里奇蒙德（萨克拉门托国王）

NBA最佳第三阵容：
- 前锋-安东尼·梅森（夏洛特黄蜂）
- 前锋-文·贝克（密尔沃基雄鹿）
- 中锋-沙奎尔·奥尼尔（洛杉矶湖人）
- 后卫-约翰·斯托克顿（犹他爵士）
- 后卫-安芬尼·哈德威（奥兰多魔术）

NBA最佳防守第一阵容：
- 前锋-斯科特·皮蓬（芝加哥公牛）
- 前锋-卡尔·马龙（犹他爵士）
- 中锋-迪肯贝·穆托姆博（亚特兰大鹰）
- 后卫-麥可·喬登（芝加哥公牛）
- 后卫-加里·佩顿（西雅图超音速）

NBA最佳防守第二阵容：
- 前锋-安东尼·梅森（夏洛特黄蜂）
- 前锋-P·J·布朗（迈阿密热火）
- 中锋-哈基姆·奥拉朱旺（休斯顿火箭）
- 后卫-穆奇·布雷洛克（亚特兰大鹰）
- 后卫-约翰·斯托克顿（犹他爵士）

NBA最佳新秀阵容：
- 谢里夫·阿卜杜·拉希姆（温哥华灰熊）
- 阿伦·艾佛森（费城76人）
- 史蒂芬·马布里（明尼苏达森林狼）
- 马库斯·坎比（多伦多猛龙）
- 安东尼·沃克（波士顿凯尔特人）

NBA最佳新秀第二阵容：
- 克里·吉特尔斯（新泽西网）
- 雷·阿伦（密尔沃基雄鹿）
- 崔维斯·奈特（洛杉矶湖人）
- 科比·布莱恩特（洛杉矶湖人）
- 马特·马隆尼（休斯顿火箭）